# Созвездие Пса
«Созве́здие Пса» — один из рассказов Артура Кларка, написанный в 1962 году, посвящённый истории астронавта и его собаки по имени Лайка.

## Сюжет
Рассказ «Созвездие Пса» начинается с того, что главный герой — астронавт, работающий на специальной обсерватории, расположенной на тёмной стороне Луны, просыпается от громкого лая собаки. Отойдя от сна, он понимает, что здесь, на Луне, его собака, которая кроме того погибла несколько лет назад, никак не могла оказаться и что это был всего лишь сон.
Главный герой обнаружил эту собаку, будучи ещё на Земле. Он подобрал её на обочине дороги, выброшенную её прежними хозяевами. Не являясь любителем собак, сперва он не хотел оставлять её у себя, но беззащитное существо пробудило определённые чувства в его сердце, и он оставил её у себя. Впоследствии собака, получившая кличку Лайка, привязывается к хозяину.
Ключевым моментом является поездка главного героя на конференцию в Сан-Франциско, когда посреди ночи он просыпается от дикого лая Лайки. Недовольный он спускается к ней, открывает дверь — собака как сумасшедшая выскакивает во двор, хозяин за ней. В этот момент начинается сильнейшее землетрясение, и дом оказывается разрушен. Таким образом, Лайка спасла герою жизнь.
Впоследствии он получает предложение о работе в обсерватории на Луне, однако, для этого ему необходимо бросить Лайку. В конечном итоге он принимает решение сделать это. Отправившись на Луну, вскоре он узнаёт, что его собака погибла: в ней просто пропало желание жить. Параллельно с этим подобное происходит и с самим астронавтом.
В тот момент, когда главный герой проснулся после сна, в котором лаяла Лайка, начинается землетрясение на Луне. Ему удаётся спасти свою команду только благодаря пробуждению, причиной которого и послужил лай. Рассуждая об этом, главный герой приходит к выводу, что он так и не смог — а возможно, больше никогда и не сможет — найти того, кто будет любить его так же, как и Лайка, и кто будет столь же ему предан, в результате чего его обуревает грусть и осознание собственного одиночества вдали от Земли.